# Bebé a bordo (programa de televisión)
Bebé a bordo fue un programa de televisión dedicado a las parejas que se enfrentaban a la paternidad y a los cambios que supone la presencia y el cuidado de un recién nacido. El formato, desarrollado en colaboración con 60dB Entertainment para Publiespaña y la marca de agua mineral Bezoya, formaba parte de la apuesta de Mediaset España por el branded content. El programa se estrenó el 14 de abril de 2013 en Divinity y finalizó el 11 de julio de 2015 en su tercera temporada.

## Formato
Bebé a bordo se encarga de dar respuesta a las preguntas de los padres primerizos, ofreciendo información sobre los cuidados y necesidades del bebé y mostrando cómo se modifican las relaciones entre los miembros de la familia tras la llegada del recién nacido. Así, el programa cuenta con Montse Cob (primera temporada) y Anna Santos (segunda temporada) en calidad de entrenador, unas doula que acompañan a las madres en los últimos días de embarazo y las primeras semanas de maternidad para prestarles soporte físico y emocional. Esta colaboración propicia en las madres una disminución del riesgo de depresión postparto, un aumento de la probabilidad de éxito en la lactancia y un refuerzo del vínculo entre la madre y el bebé.

## Audiencias

### Recepción de la audiencia
| Temporada | Temporada | Episodios | Estreno             | Final               | Audiencia media | Audiencia media | Audiencia media |
| Temporada | Temporada | Episodios | Estreno             | Final               | Espectadores    | Cuota           |                 |
| --------- | --------- | --------- | ------------------- | ------------------- | --------------- | --------------- | --------------- |
|           | 1         | 10        | 14 de abril de 2013 | 16 de junio de 2013 | 241 000         | 1,5%            |                 |
|           | 2         | 10        | 4 de mayo de 2014   | 6 de julio de 2014  | 219 000         | 1,8%            |                 |
|           | 3         | 10        | 9 de mayo de 2015   | 11 de julio de 2015 | 68 000          | 1,4%            |                 |
| Total     | Total     | 30        | 2013                | 2015                | 176 000         | 1,6%            |                 |

## Primera temporada (2013)
| Fecha      | Características del programa                     | Audiencia      |
| ---------- | ------------------------------------------------ | -------------- |
| 14/04/2013 | Programa 1 / La recuperación de una cesárea      | 247 000 (1,7%) |
| 21/04/2013 | Programa 2 / La lactancia materna                | 275 000 (1,5%) |
| 28/04/2013 | Programa 3 / Los primeros días del bebé          | 297 000 (1,7%) |
| 05/05/2013 | Programa 4 / Los primeros días                   | 281 000 (2,0%) |
| 12/05/2013 | Programa 5 / La llegada de Marlon                | 198 000 (1,3%) |
| 19/05/2013 | Programa 6 / La lactancia con gemelos prematuros | 240 000 (1,5%) |
| 26/05/2013 | Programa 7 / Recuperación de una episiotomia     | 253 000 (1,6%) |
| 02/06/2013 | Programa 8 / Los problemas después de la cesárea | 197 000 (1,4%) |
| 09/06/2013 | Programa 9 / Un vínculo de tres más fuerte       | 244 000 (1,4%) |
| 16/06/2013 | Programa 10 / El primer hijo de Ainhoa y David   | 176 000 (1,3%) |

## Segunda temporada (2014)
| Fecha      | Características del programa        | Audiencia      |
| ---------- | ----------------------------------- | -------------- |
| 04/05/2014 | Programa 1 / Padres primerizos      | 183 000 (1,6%) |
| 11/05/2014 | Programa 2 / Problemas de lactancia | 243 000 (1,9%) |
| 18/05/2014 | Programa 3 / La maternidad          | 256 000 (1,8%) |
| 25/05/2014 | Programa 4 / Papá a distancia       | 236 000 (1,6%) |
| 01/06/2014 | Programa 5 / Ignacio y Jorge        | 259 000 (1,9%) |
| 08/06/2014 | Programa 6 / El pequeño Adrián      | 206 000 (1,8%) |
| 15/06/2014 | Programa 7 / Mellizos               | 174 000 (2,0%) |
| 22/06/2014 | Programa 8 / Unos padres primerizos | 226 000 (2,1%) |
| 29/06/2014 | Programa 9 / Lactancia              | 185 000 (1,7%) |
| 06/07/2014 | Programa 10 / Madre por segunda vez | 219 000 (2,1%) |

## Tercera temporada (2015)
| Fecha      | Características del programa                     | Audiencia      |
| ---------- | ------------------------------------------------ | -------------- |
| 09/05/2015 | Programa 1 / Una tercera hija por cesárea        | 91 000 (1,4%)  |
| 16/05/2015 | Programa 2 / Un viaje de novios con premio       | 102 000 (2,0%) |
| 23/05/2015 | Programa 3 / Natalia y David esperan a Elena     | 61 000 (1,2%)  |
| 30/05/2015 | Programa 4 / Bebé a bordo 24                     | 40 000 (0,8%)  |
| 06/06/2013 | Programa 5 / Valeria amplía la familia           | 55 000 (1,0%)  |
| 13/06/2015 | Programa 6 / Carla la primeriza de lo runners    | 59 000 (1,2%)  |
| 20/06/2015 | Programa 7 / Suhayla y Luis reciben a Lucio      | 68 000 (1,6%)  |
| 27/06/2015 | Programa 8 / Mónica y Diego preocupados por Nira | 70 000 (1,6%)  |
| 04/07/2015 | Programa 9 / Los trillizos inesperados           | 67 000 (1,5%)  |
| 11/07/2015 | Programa 10 / La muy esperada Daniela            | 69 000 (1,7%)  |